# 1733

## Събития
- 30 юли – Основана е ложата на свободните масони в Северна Америка.

## Родени
- Сакугава, майстор на бойни изкуства
- 13 март – Джоузеф Пристли, английски химик, теолог и философ
- 11 май – Виктоар Френска, френска благородничка
- 5 септември – Кристоф Мартин Виланд, немски писател († 1813 г.)

## Починали
- 1 февруари – Август II, крал на Полша
- 18 май – Георг Бьом, германски композитор